# 크라시친성

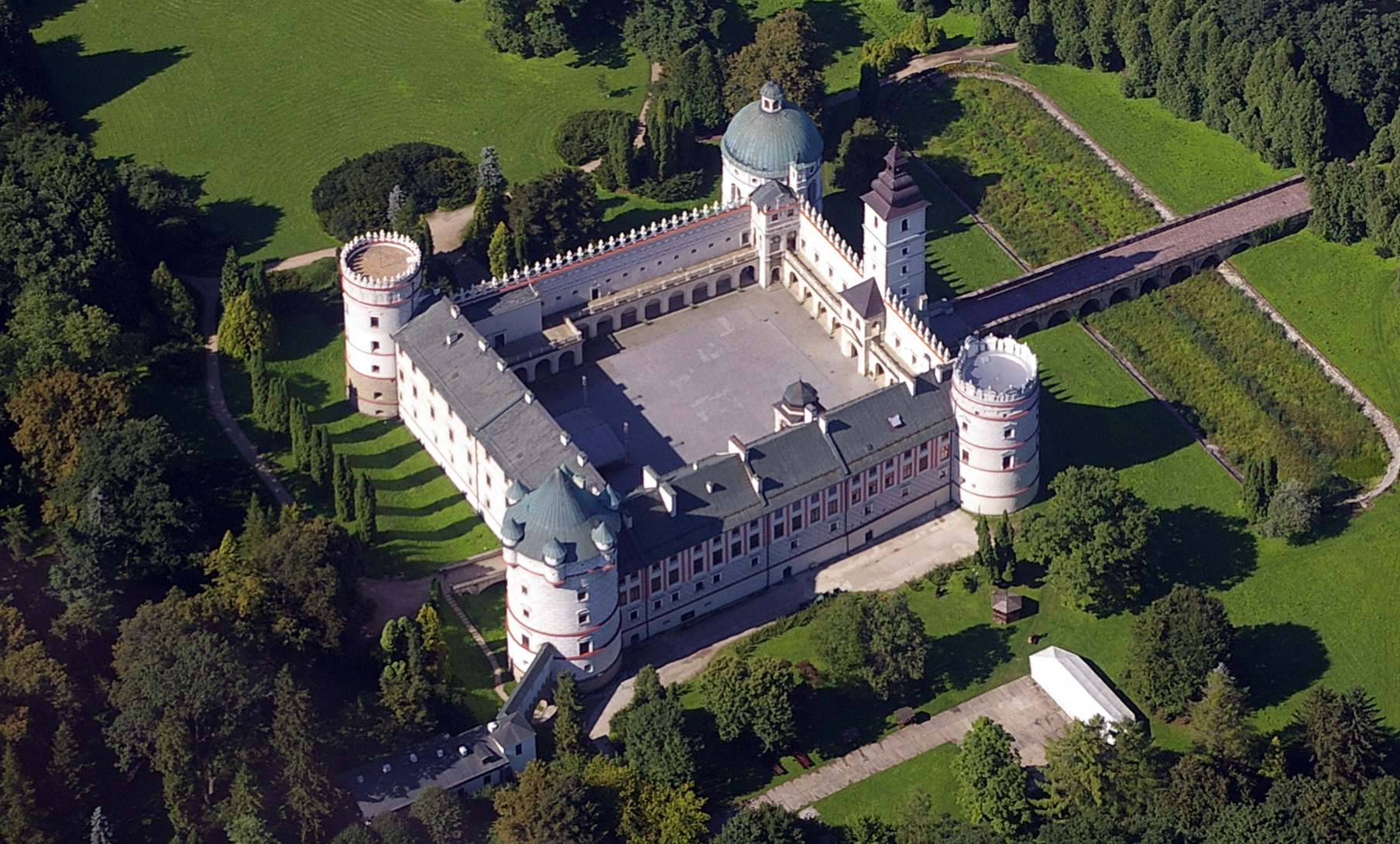
크라시친성

크라시친성(폴란드어: Zamek w Krasiczynie)은 폴란드 포트카르파츠키에주 프셰미실군 크라시친에 있는 성이다.
여러 세기에 걸쳐 이 성은 여러 폴란드 귀족 가문의 소유였으며, 많은 폴란드 왕이 방문했다.
아름다운 정원과 함께 현재는 산업개발기관(Agencja Rozwoju Przemyslu)에 속해 있다.